# Gouvernement Matovič
République slovaque
Pellegrini Heger
Le gouvernement Matovič (en slovaque : Vláda Igora Matoviča) est le gouvernement de la République slovaque du 21 mars 2020 au 1er avril 2021, durant la VIIIe législature du Conseil national.
Il est dirigé par le conservateur Igor Matovič, vainqueur à la majorité relative des élections législatives, et constitué d'une coalition de quatre partis conservateurs et libéraux. Il succède au gouvernement de coalition du social-démocrate Peter Pellegrini.

## Historique du mandat
Dirigé par le nouveau président du gouvernement conservateur Igor Matovič, ce gouvernement est constitué et soutenu par une coalition entre Les Gens ordinaires et personnalités indépendantes (OĽaNO), Nous sommes une famille (Sme Rodina), Liberté et solidarité (SaS) et Pour le peuple (ZĽ). Ensemble, ils disposent de 95 députés sur 150, soit 63,3 % des sièges du Conseil national.
Il est formé à la suite des élections législatives du 29 février 2020.
Il succède donc au gouvernement de coalition du social-démocrate Peter Pellegrini, constitué et soutenu par une alliance entre SMER – social-démocratie (SMER-SD), le Parti national slovaque (SNS) et Most-Híd.

### Formation
Au cours du scrutin, OĽaNO devient le premier parti du pays avec 25 % des voix, devançant SMER-SD au pouvoir pendant 12 des 14 dernières années. Perçu comme un tribun anti-système, Matovič l'emporte grâce à ses critiques virulentes sur la corruption du parti au pouvoir et de l'exécutif sortant, dans un environnement politique marqué par l'assassinat du journaliste Ján Kuciak et Martina Kušnírová.
Le 4 mars, la présidente de la République Zuzana Čaputová charge officiellement le chef de file d'OĽaNO de former le nouveau gouvernement slovaque. Il trouve en moins de deux semaines un accord avec Sme Rodina, SaS et ZĽ, et le présente le 14 mars à la cheffe de l'État, admettant que ce délai record de 13 jours entre la tenue des élections et la formation de la majorité parlementaire est le résultat des contraintes posées par la pandémie de COVID-19.
La liste des 15 ministres du nouveau cabinet est dévoilée le 18 mars, trois jours avant son assermentation par la présidente de la République. La cérémonie de prestation de serment est particulièrement remarquée puisque Čaputová, Matovič et les nouveaux ministres portent tous un masque chirurgical et des gants de protection.
Ministre des Affaires étrangères désigné, le diplomate Ivan Korčok est en poste comme ambassadeur aux États-Unis au moment de sa nomination. Ne pouvant prendre immédiatement ses fonctions en raison de l'interdiction qui lui est faite de voyager dans l'Union européenne, il est assermenté le 8 avril.

### Succession
L'achat par Igor Matovič de doses du vaccin Sputnik V en pleine pandémie de Covid-19 sans avoir obtenu l'aval de ses partenaires de coalition provoque une grave crise politique en mars 2021.
Elle mène à la démission des ministres de la Santé Marek Krajčí, du Travail Milan Krajniak, de la Justice Mária Kolíková et de l'Économie Richard Sulík le 22 mars. En réaction, le président du gouvernement propose de démissionner mais à condition d'être ministre au sein du prochain gouvernement. Le lendemain, la présidente de la République Zuzana Čaputová appelle le président du gouvernement à démissionner. Le 24 mars, le ministre des Affaires étrangères Ivan Korčok et celui de l'Éducation Branislav Gröhling annoncent également leur démission.
Le 28 mars, à l'issue de tractations avec ses partenaires de coalition, Igor Matovič propose de démissionner en échange de la nomination du ministre des Finances Eduard Heger au poste de président du gouvernement. Matovič doit être en échange nommé ministre des Finances dans le prochain gouvernement. Matovič démissionne le 30 mars et Heger est chargé de former un gouvernement,. Le nouveau gouvernement, sans changement par rapport au précédent sauf pour le portefeuille de la Santé, est assermenté le 1er avril.

## Composition
| Portefeuille                                                                               | Nom | Nom                                                              | Parti      |
| ------------------------------------------------------------------------------------------ | --- | ---------------------------------------------------------------- | ---------- |
| Président du gouvernement                                                                  |     | Igor Matovič                                                     | OĽaNO      |
| Vice-président du gouvernement Ministre de l'Économie                                      |     | Richard Sulík (jusqu'au 23/03/2021)                              | SaS        |
| Vice-président du gouvernement Ministre de l'Économie                                      |     | Andrej Doležal (intérim)                                         | Sans       |
| Vice-président du gouvernement Ministre des Investissements et du Développement régional   |     | Veronika Remišová                                                | ZĽ         |
| Vice-président du gouvernement Chargé de la Législation et de la Planification stratégique |     | Štefan Holý                                                      | Sme Rodina |
| Vice-président du gouvernement Ministre des Finances                                       |     | Eduard Heger                                                     | OĽaNO      |
| Ministre des Transports et des Travaux publics                                             |     | Andrej Doležal                                                   | Sans       |
| Ministre de l'Agriculture et du Développement rural                                        |     | Ján Mičovský                                                     | OĽaNO      |
| Ministre de l'Intérieur                                                                    |     | Roman Mikulec                                                    | OĽaNO      |
| Ministre de la Défense                                                                     |     | Jaroslav Naď                                                     | OĽaNO      |
| Ministre de la Justice                                                                     |     | Mária Kolíková (jusqu'au 23/03/2021) Veronika Remišová (intérim) | ZĽ         |
| Ministre des Affaires étrangères et européennes                                            |     | Richard Sulík (intérim)                                          | SaS        |
| Ministre des Affaires étrangères et européennes                                            |     | Ivan Korčok (à partir du 08/04/2020)                             | Sans       |
| Ministre des Affaires étrangères et européennes                                            |     | Jaroslav Naď (à partir du 25/03/2021, intérim)                   | OĽaNO      |
| Ministre du Travail, des Affaires sociales et de la Famille                                |     | Milan Krajniak (jusqu'au 17/03/2021)                             | Sme Rodina |
| Ministre du Travail, des Affaires sociales et de la Famille                                |     | Andrej Doležal (intérim)                                         | Sans       |
| Ministre de l'Environnement                                                                |     | Ján Budaj                                                        | OĽaNO      |
| Ministre de l'Éducation, de la Science, de la Recherche et des Sports                      |     | Branislav Gröhling (jusqu'au 25/03/2021)                         | SaS        |
| Ministre de l'Éducation, de la Science, de la Recherche et des Sports                      |     | Eduard Heger (intérim)                                           | OĽaNO      |
| Ministre de la Culture                                                                     |     | Natália Milanová                                                 | OĽaNO      |
| Ministre de la Santé                                                                       |     | Marek Krajčí (jusqu'au 12/03/2021) Eduard Heger (intérim)        | OĽaNO      |